# Stanislav Piętak
Stanislav Piętak [pientak] (* 18. března 1946, Smilovice) je český luterský teolog, pedagog a emeritní biskup.

## Život
V letech 1967–1971 vystudoval teologii na Evangelické bohoslovecké fakultě v Bratislavě a Křesťanské teologické akademii ve Varšavě. Ordinován byl 1. srpna 1971. Od roku 1971 působí v duchovenské službě Slezské církve evangelické a. v.; působil ve sborech v Havířově-Bludovicích (1971–1979), v Albrechticích (1979–1992), v Havířově-Suché (1990–1992), v Třinci (1992–2006) a v Neborech (2001 a 2006). Během komunistického režimu byl perzekvován, do úřadu pastora mohl být poprvé zvolen až v roce 1989.
Byl činný též na Pedagogické fakultě Ostravské univerzity, kde stál v čele Katedry křesťanské výchovy od roku 1993 až do začlenění uvedené katedry do Katedry společenských věd v roce 2003. V roce 2000 získal na Evangelické bohoslovecké fakultě v Bratislavě doktorát na základě obhájení disertační práce na téma Duchovní zralost jako výzva pro konfirmační přípravu. Od roku 2005 zastával funkci předsedy Rady Církevní základní školy v Třinci, která navazuje na činnost křesťanských tříd na Fakultní ZŠ v Třinci (1994–2003). Byl též členem Rady Evangelikálního teologického semináře v Praze.
V listopadu 2006 byl synodem SCEAV zvolen biskupem. V roce 2007 odepřel podepsat dokument Charta Oecumenica, neboť měl zato, že signatáře zavazuje k směřování, které se rozchází v základních otázkách s augsburským vyznáním. V roce 2009 se v otevřeném dopise vyjádřil proti uznání homosexuálního partnerství v Evangelické luterské církvi v Americe. Jeho funkční období v úřadu biskupa uplynulo 18. března 2011.
Poté, co opustil úřad biskupa, začal v roce 2011 pracovat ve sboru v Bystřici nad Olší.
Biskup Piętak je ženatý; z manželství s Annou roz. Chalupskou má dceru Magdalenu a syny Martina, Tomáše a Pavla. Jeho zetěm je Jiří Chodura.
| „                                                 | Ježíšovo oslovení učedníků a zástupů: „Vy jste solí země… Vy jste světlo světa…“ (Mt 5,13–16) znamená pro mne zásadní výzvu k následování Krista a jeho službě. Uchvacuje mě moc Božího slova, skrze které Duch svatý působí nový život. V tom všem spoléhám na Boží milost, kterou Pán ujišťuje svého služebníka: „Stačí, když máš mou milost; vždyť v slabosti se projeví má síla,“ (2 K 12,8). Toužím být nástrojem, který Pán Bůh používá k uskutečňování svých záměrů, „vždyť z něho a skrze něho a pro něho je všecko! Jemu buď sláva na věky. Amen.“ (Ř 11,36). | “ |
| — z publikované vize při nastoupení úřadu biskupa | |   |

## Publikační činnost (výběr)
- PIĘTAK, Stanislav: Věrný svědek Ježíše Krista – M. F. Zámrský. Evangelický kalendář – Kalendarz Ewangelicki, 1981, s. 81.
- PIĘTAK, Stanislav: Spurgeon – kníže kazatelů. Přítel lidu – Przyjaciel Ludu, 1992 (roč. 45), č. 1. s. 11.
- PIĘTAK, Stanislav: 100. výročí evangelického a. v. chrámu v Třinci. Evangelický kalendář – Kalendarz Ewangelicki, 1999, s. 85–89.
- PIĘTAK, Stanislav: Všechna pokolení chválí tvoje skutky zpěvem (vícejazyčnost samizdatových zpěvníků). Evangelický kalendář – Kalendarz Ewangelicki, 2000, s. 94–95.
- PIĘTAK, Stanislav: Vybrané základní otázky náboženské výchovy. Český Těšín: Slezská církev evangelická a. v., 2000. 180 s.
- PIĘTAK, Stanislav: Dětské představy Boha I. Mezinárodní komparativní výzkum. Nové možnosti vzdělávání a pedagogický výzkum. Ostrava: Česká asociace pedagogického výzkumu a Pedagogická fakulta Ostravské univerzity, 2001, s. 211–214.
- PIĘTAK, Stanislav: Duchovná zrelosť ako výzva pre konfirmačnú prípravu. Zborník prác a študií študentov Evanjelickej bohosloveckej fakulty. Žilina: Žilinská univerzita – EDIS, 2001, s. 7–36.
- PIETAK, Stanislaus: The Gospel in Post-Marxist Societies. Missio Apostolica, 2001, sv. 11, s. 84–87.
- PIĘTAK, Stanislav: Spiritualito, kam směřuješ? Člověk-dějiny-hodnoty jako filozofický, historický, sociálně-politický a výchovný problém. Ostrava: Katedra občanské výchovy Pedagogické fakulty Ostravské univerzity a Katedra společenských věd Vysoké školy báňské Technické univerzity v Ostravě, 2002, s. 236–238.
- PIĘTAK, Stanislav: Humor ve zvěstování Slova Božího. Humor a teológia. Bratislava: Univerzita Komenského Evanjelická bohoslovecká fakulta Bratislava, 2003, s. 38–41.
- PIĘTAK, Stanislav: Křesťanské třídy na Fakultní základní škole v Třinci. Přítel – Przyjaciel, 2003, s. 8.
- PIĘTAK, Stanislav: Ježíšovy metody vyučování. Katechetika-historie-teologie. Ostrava: Katedra společenských věd Pedagogické fakulty Ostravské univerzity v Ostravě, 2003, s. 141–145.
- PIĘTAK, Stanislav: Helmut Thielicke. Život a dílo. Významní evanjelikálni teológovia druhej polovice 20. storočia. Banská Bystrica: Združenie evanjelikálnych cirkví, 2004, s. 6–12.
- PIĘTAK, Stanislav: Deset let katedry křesťanské výchovy. Katechetika – historie – teologie II. Ostrava: Ostravská univerzita, Pedagogická fakulta, 2005, s. 10–13.
- PIETAK, Stanislav: A Plea for Pietism. European Journal of Theology, 2010, 19.1, p. 28–32
- PIĘTAK, Stanislav: Proces s těšínskými pietisty v letech 1726–1730. Těšínsko 53, 2010, č. 4, s. 9–15.
- PIĘTAK, Stanislav: Nové prameny k těšínskému pietismu. Záležitost pastora Steinmetze z let 1726–1730. Trzysta lat tolerancji na Śląsku Cieszyńskim. Cieszyn, Parafia EA, 2010, s. 152–166.
- PIĘTAK, Stanisław: Śląski Kościół Ewangelicki Augsburskiego Wyznania w okresie komunizmu. Kościoły chrześcijańskie w systemach totalitarnych. Toruń, Wydawnictwo Adam Marszałek, 2012, s. 629–644.
- PIĘTAK, Stanislav: Křest a Večeře Páně. Český Těšín, Křesťanské společenství, 2013.
- PIĘTAK, Stanislav: Karol Kuzmány. Přítel-Przyjaciel, 2016, roč. 69, č. 11, s. 13–14.